# Verena Aschauer
Verena Aschauer (Viena, Austria, 20 de enero de 1994) es una futbolista austríaca que juega como defensa  para la selección de Austria y para el 1. FFC Fráncfort de la Bundesliga Femenina de Alemania.

## Trayectoria
Comenzó en 2009 en el Landhaus. Al año siguiente pasó a la Bundesliga alemana: en la 2010-11 jugó en el recién ascendido Herforder, y las tres siguientes temporadas en el Cloppenburg, un Segunda con el que ascendió. En 2011 debutó con la selección austríaca.
En 2014 fichó por el Friburgo.